# Elaeocarpus bilobatus
Elaeocarpus bilobatus är en tvåhjärtbladig växtart som beskrevs av Schlechter. Elaeocarpus bilobatus ingår i släktet Elaeocarpus och familjen Elaeocarpaceae. Inga underarter finns listade i Catalogue of Life.